# Kietrz (plaats)
Kietrz (Duits: Katscher) is een stad in het Poolse woiwodschap Opole, gelegen in de powiat Głubczycki. De oppervlakte bedraagt 18,87 km², het inwonertal 6440 (2005).

## Geboren
- Albrecht Schönherr (1911 - 2009), theoloog en kerkleider